# Sericostoma maclachlanianum
Sericostoma maclachlanianum är en nattsländeart som beskrevs av Costa 1884. Sericostoma maclachlanianum ingår i släktet Sericostoma och familjen krumrörsnattsländor. Inga underarter finns listade i Catalogue of Life.